# Linepithema aspidocoptum
Linepithema aspidocoptum är en myrart som först beskrevs av Kempf 1969.  Linepithema aspidocoptum ingår i släktet Linepithema och familjen myror. Inga underarter finns listade i Catalogue of Life.